# Anticucho
Les anticuchos sont une spécialité culinaire péruvienne[réf. nécessaire] qui consiste en de la viande à laquelle peuvent être joints d'autres aliments, le tout sur une brochette. Bien qu'originaires du Pérou[réf. nécessaire], ils sont également consommés en Bolivie et au Chili. Au Pérou, les anticuchos de corazón de res sont faits à partir de morceaux de cœur de bœuf marinés, qui sont ensuite piqués sur une brochette et grillés.

## Étymologie
Il y a deux hypothèses principales sur l'origine du mot : « Anti » désignerait en quechua les Andes ou plus particulièrement l'Est des Andes, mais la seconde partie du mot proviendrait soit de « Cuchu » (couper), soit de « Uchu » (le piment aji utilisé pour la marinade).

## Origine
Autrefois à l’époque des Incas, les anticuchos se cuisinaient avec de la viande de lama. Celle-ci était coupée en morceaux, épicée avec quelques plantes et du piment. Après l’arrivée des Espagnols au Pérou, la viande utilisée par les Incas est remplacée par du bœuf et de l’ail est intégré dans la recette.
Les Espagnols ont également fait venir des esclaves noirs qui se sont établis à Lima. Ils mangeaient les déchets des Espagnols (viscères) et après plusieurs modifications du plat, ils ont obtenu la recette des anticuchos.

## Consommation
L’anticucho est un plat traditionnel de la gastronomie péruvienne. Il s’agit d’une brochette de viande assaisonnée avec du piments et cuite au feu de bois. L’anticucho est lié à la vie quotidienne des Péruviens, aux croyances religieuses, comme par exemple la procession du Señor de los Milagros.

## Préparation
Plusieurs variantes de ce mets existent, chaque cuisinier peut y changer la recette ou varier les ingrédients. L'une des plus communes consiste à faire des brochettes à partir de cœur de vache, celui-ci est assaisonné de trois gousses d’ail hachées, d'un quart de tasse de poivron rouge, d'une demi-cuillère à soupe de cumin, d'une demi-cuillère à soupe de roucou, de vinaigre, de sel et de poivre. Couper le cœur en petits morceaux. Dans un récipient, déposer l’ail, le vinaigre, le roucou, le sel et le poivre. Faire macérer la viande dans ce mélange pendant 24 heures. Piquer les brochettes et les passer au gril. Pendant la cuisson, on badigeonne à l'aide d'un mélange de deux cuillères d’ail haché, d'un quart de tasse d’huile et de deux cuillères d’une infusion[Laquelle ?].
Jour de l’anticucho : 17 octobre, tous les troisièmes samedis d’octobre.